# Campeonato Europeu Júnior de Natação de 2014
O Campeonato Europeu Júnior de Natação de 2014 foi a 41ª edição do evento organizado pela Liga Europeia de Natação (LEN). A competição foi realizada entre os dias 9 e 13 de julho de 2014 em Dordrecht nos Países Baixos. Teve como destaque a Rússia com 19 medalhas de ouro. 

## Medalhistas
Os resultados foram os seguintes. 

### Masculino
| Evento          | Ouro                                                                                     | Ouro     | Prata                                                                              | Prata    | Bronze                                                                                 | Bronze   |
| 50 m Livre      | Rússia · Evgeny Sedov                                                                    | 22.16    | Polónia · Jan Hołub                                                                | 22.45    | Grécia · Fotios Mylonas                                                                | 22.56    |
| 100 m Livre     | Polónia · Jan Hołub                                                                      | 49.49    | Alemanha · Damian Wierling                                                         | 49.57    | Hungria · Péter Holoda                                                                 | 49.74    |
| 200 m Livre     | Países Baixos · Kyle Stolk                                                               | 1:48.46  | Itália · Nicolangelo Di Fabio                                                      | 1:48.80  | Rússia · Anton Skudnov                                                                 | 1:49.23  |
| 400 m Livre     | Polónia · Wojciech Wojdak                                                                | 3:49.21  | Noruega · Henrik Christiansen                                                      | 3:49.60  | Ucrânia · Mychajlo Romančuk                                                            | 3:52.19  |
| 800 m Livre     | Ucrânia · Mychajlo Romančuk                                                              | 7:54.81  | Polónia · Wojciech Wojdak                                                          | 7:57.48  | Noruega · Henrik Christiansen                                                          | 7:58.72  |
| 1500 m Livre    | Reino Unido · Daniel Jervis                                                              | 15:07.12 | Ucrânia · Mychajlo Romančuk                                                        | 15:07.24 | Noruega · Henrik Christiansen                                                          | 15:09.48 |
| 50 m Costas     | Itália · Simone Sabbioni                                                                 | 25.22    | Grécia · Apostolos Christou                                                        | 25.33    | Letônia · Jānis Šaltāns                                                                | 25.54    |
| 100 m Costas    | Grécia · Apostolos Christou                                                              | 54.03    | Itália · Simone Sabbioni                                                           | 54.25    | Rússia · Evgeny Rylov                                                                  | 54.46    |
| 200 m Costas    | Reino Unido · Luke Greenbank                                                             | 1:58.05  | Grécia · Apostolos Christou                                                        | 1:59.93  | Itália · Emanuel Turchi                                                                | 2:00.57  |
| 50 m Peito      | Bielorrússia · Stanislau Pazdzeyeu                                                       | 28.34    | Polónia · Krzysztof Tokarski                                                       | 28.57    | Rússia · Anton Čupkov                                                                  | 28.60    |
| 100 m Peito     | Alemanha · Max Pilger                                                                    | 1:01.97  | Israel · Itay Goldfaden                                                            | 1:02.09  | Rússia · Anton Čupkov                                                                  | 1:02.22  |
| 200 m Peito     | Alemanha · Max Pilger                                                                    | 2:12.45  | Rússia · Anton Čupkov                                                              | 2:13.27  | Hungria · David Horvath                                                                | 2:13.47  |
| 50 m Borboleta  | Rússia · Evgeny Sedov                                                                    | 23.83    | Rússia · Aleksandr Sadovnikov                                                      | 24.03    | Hungria · Péter Holoda                                                                 | 24.45    |
| 100 m Borboleta | Rússia · Aleksandr Sadovnikov                                                            | 53.52    | Suíça · Nils Liess                                                                 | 53.59    | Rússia · Vladislav Kozlov                                                              | 53.83    |
| 200 m Borboleta | Hungria · Tamás Kenderesi                                                                | 1:56.74  | Suíça · Nils Liess                                                                 | 1:58.51  | Alemanha · Alexander Kunert                                                            | 1:58.92  |
| 200 m Medley    | Reino Unido · Duncan Scott                                                               | 2:01.57  | Hungria · Norbert Szabo                                                            | 2:02.00  | Hungria · Benjamin Gratz                                                               | 2:02.21  |
| 400 m Medley    | Hungria · Benjamin Gratz                                                                 | 4:19.68  | Hungria · Norbert Szabo                                                            | 4:23.77  | Espanha · Joan Casanovas Skoubo                                                        | 4:24.09  |
| 4x100 m Livre   | Reino Unido · Duncan Scott · Miles Munro · Martyn Walton · Jack Smith                    | 3:19.78  | Alemanha · Damian Wierling · Konstantin Walter · Marek Ulrich · Alexander Kunert   | 3:22.09  | Itália · Alessandro Bori · Raffaele Tavoletta · Francesco Peron · Nicolangelo Di Fabio | 3:22.30  |
| 4x200 m Livre   | Alemanha · Henning Muehlleitner · Konstantin Walter · Damian Wierling · Alexander Kunert | 7:21.25  | Itália · Nicolangelo Di Fabio · Mattia Zuin · Alessio Occhipinti · Francesco Peron | 7:22.62  | Reino Unido · Martyn Walton · Daniel Jervis · Jack Smith · Duncan Scott                | 7:23.13  |
| 4x100 m Medley  | Rússia · Evgeny Rylov · Aleksandr Sadovnikov · Anton Čupkov · Filipp Shopin              | 3:39.25  | Itália · Simone Sabbioni · Giacomo Carini · Marco Paganelli · Alessandro Bori      | 3:41.06  | Alemanha · Marek Ulrich · Johannes Tesch · Max Pilger · Damian Wierling                | 3:41.20  |

### Feminino
| Evento          | Ouro                                                                                 | Ouro     | Prata                                                                              | Prata    | Bronze                                                                                    | Bronze   |
| 50 m Livre      | Rússia · Daria S. Ustinova                                                           | 25.39    | Rússia · Maria Kameneva                                                            | 25.57    | Países Baixos · Valerie Van Roon                                                          | 25.69    |
| 100 m Livre     | Rússia · Arina Openysheva                                                            | 54.78    | Rússia · Daria S. Ustinova                                                         | 55.30    | Itália · Rachele Ceracchi                                                                 | 56.12    |
| 200 m Livre     | Rússia · Arina Openysheva                                                            | 2:00.18  | Rússia · Daria Mullakaeva                                                          | 2:00.60  | Alemanha · Leonie Kullmann                                                                | 2:01.02  |
| 400 m Livre     | Rússia · Arina Openysheva                                                            | 4:12.76  | Hungria · Melinda Novoszath                                                        | 4:13.53  | Rússia · Daria Mullakaeva                                                                 | 4:15.31  |
| 800 m Livre     | Itália · Simona Quadarella                                                           | 8:40.21  | Reino Unido · Holly Hibbott                                                        | 8:41.41  | Itália · Linda Caponi                                                                     | 8:41.72  |
| 1500 m Livre    | Itália · Simona Quadarella                                                           | 16:30.37 | Espanha · Laura Rodriguez Cao                                                      | 16:34.04 | Hungria · Melinda Novoszath                                                               | 16:42.65 |
| 50 m Costas     | Rússia · Daria Ustinova                                                              | 28.18    | Rússia · Maria Kameneva                                                            | 28.48    | Croácia · Ema Sarar                                                                       | 29.18    |
| 100 m Costas    | Rússia · Daria Ustinova                                                              | 1:00.37  | Rússia · Ekaterina Tomashevskaia                                                   | 1:01.53  | Alemanha · Laura Riedemann                                                                | 1:02.34  |
| 200 m Costas    | Rússia · Daria Ustinova                                                              | 2:09.21  | Espanha · África Zamorano Sanz                                                     | 2:11.70  | Rússia · Irina Prikhodko                                                                  | 2:12.42  |
| 50 m Peito      | Rússia · Maria Astashkina                                                            | 31.90    | Itália · Eleonora Clerici                                                          | 32.02    | Suécia · Sophie Hansson                                                                   | 32.13    |
| 100 m Peito     | Rússia · Maria Astashkina                                                            | 1:07.82  | Alemanha · Marlene Huether                                                         | 1:09.19  | Rússia · Daria Chikunova                                                                  | 1:09.33  |
| 200 m Peito     | Rússia · Maria Astashkina                                                            | 2:26.61  | Rússia · Daria Chikunova                                                           | 2:27.78  | Reino Unido · Emma Cain                                                                   | 2:29.17  |
| 50 m Borboleta  | Eslováquia · Barbora Misendova                                                       | 26.84    | Hungria · Szonja Szokol                                                            | 27.02    | Rússia · Maria Kameneva                                                                   | 27.03    |
| 100 m Borboleta | Alemanha · Lisa Hoepink                                                              | 59.93    | Reino Unido · Amelia Clynes                                                        | 59.96    | Eslováquia · Barbora Misendova                                                            | 1:00.00  |
| 200 m Borboleta | Hungria · Adel Juhasz                                                                | 2:10.93  | Espanha · Carmen Balbuena                                                          | 2:11.24  | Reino Unido · Amelia Clynes                                                               | 2:11.46  |
| 200 m Medley    | Espanha · África Zamorano Sanz                                                       | 2:13.80  | Reino Unido · Georgia Coates                                                       | 2:14.72  | Alemanha · Lisa Hoepink                                                                   | 2:14.97  |
| 400 m Medley    | Espanha · África Zamorano Sanz                                                       | 4:41.96  | Reino Unido · Rosie Rodin                                                          | 4:43.56  | Reino Unido · Georgia Coates                                                              | 4:44.60  |
| 4x100 m Livre   | Rússia · Arina Openysheva · Maria Kudelkina · Daria Mullakaeva · Daria S. Ustinova   | 3:42.19  | Alemanha · Nele Klein · Laura Riedemann · Leonie Kullmann · Katrin Gottwald        | 3:47.31  | Itália · Alessia Ruggi · Federica Sarti Cipriani · Sofia Iurasek · Rachele Ceracchi       | 3:48.23  |
| 4x200 m Livre   | Rússia · Arina Openysheva · Daria Mullakaeva · Daria Ustinova · Daria S. Ustinova    | 8:03.68  | Alemanha · Alina Jungklaus · Josephine Tesch · Marlene Huether · Leonie Kullmann   | 8:07.06  | Espanha · Sandra Pallares · Elisa Sanchez · Laura Rodriguez · África Zamorano Sanz        | 8:08.29  |
| 4x100 m Medley  | Rússia · Daria Ustinova · Alexandra Chesnokova · Maria Astashkina · Arina Openysheva | 4:05.64  | Alemanha · Laura Riedemann · Lisa Katharina Hoepink · Marlene Huether · Nele Klein | 4:07.59  | Itália · Federica Sarti Cipriani · Sara Gyertyanffy · Eleonora Clerici · Rachele Ceracchi | 4:10.32  |

### Misto
| Evento         | Ouro                                                                               | Ouro    | Prata                                                                              | Prata   | Bronze                                                                          | Bronze  |
| 4x100 m Livre  | Rússia · Filipp Shopin · Daria S. Ustinova · Roman Domachuk · Arina Openysheva     | 3:30.97 | Alemanha · Damian Wierling · Leonie Kullmann · Nele Klein · Alexander Kunert       | 3:32.43 | Países Baixos · Kyle Stolk · Valerie van Roon · Tessa Vermeulen · Laurent Bams  | 3:33.83 |
| 4x100 m Medley | Rússia · Daria Ustinova · Anton Čupkov · Aleksandr Savdovnikov · Daria S. Ustinova | 3:49.05 | Alemanha · Laura Riedemann · Max Pilger · Lisa Katharina Hoepnik · Damian Wierling | 3:52.71 | Itália · Simone Sabbioni · Eleonora Clerici · Giacomo Carini · Rachele Ceracchi | 3:54.51 |

## Quadro de medalhas
| Ordem | País          | Medalha de ouro | Medalha de prata | Medalha de bronze | Total |
| ----- | ------------- | --------------- | ---------------- | ----------------- | ----- |
| 1     | Rússia        | 19              | 8                | 9                 | 36    |
| 2     | Alemanha      | 4               | 8                | 5                 | 17    |
| 3     | Reino Unido   | 4               | 4                | 4                 | 12    |
| 4     | Itália        | 3               | 6                | 7                 | 16    |
| 5     | Hungria       | 3               | 4                | 5                 | 12    |
| 6     | Espanha       | 2               | 3                | 2                 | 7     |
| 7     | Polónia       | 2               | 3                | 0                 | 5     |
| 8     | Grécia        | 1               | 2                | 1                 | 4     |
| 9     | Ucrânia       | 1               | 1                | 1                 | 3     |
| 10    | Países Baixos | 1               | 0                | 2                 | 3     |
| 11    | Eslovênia     | 1               | 0                | 1                 | 2     |
| 12    | Bielorrússia  | 1               | 0                | 0                 | 1     |
| 13    | Suíça         | 0               | 1                | 0                 | 1     |
| 14    | Noruega       | 0               | 1                | 2                 | 3     |
| 15    | Suécia        | 0               | 0                | 1                 | 1     |
| 15    | Croácia       | 0               | 0                | 1                 | 1     |
| 15    | Letônia       | 0               | 0                | 1                 | 1     |
| Total | Total         | 42              | 42               | 42                | 126   |

Legenda
| Recorde mundial       | Recorde mundial (World record)               |                       | Recorde africano                      | Recorde africano (African) |                                           | Q | Classificado por posição (Qualified) |
| Recorde do campeonato | Recorde do campeonato (Championship record)  | Recorde da América    | Recorde da América (Americas)         | q                          | Classificado por melhor tempo (Qualified) |   |                                      |
| Melhor marca do ano   | Melhor marca do ano (World leading)          | Recorde asiático      | Recorde asiático (Asian)              | DNS                        | Não largou (Did not start)                |   |                                      |
| Recorde nacional      | Recorde nacional (National record)           | Recorde europeu       | Recorde europeu (European)            | DNF                        | Não terminou (Did not finish)             |   |                                      |
| Recorde pessoal       | Recorde pessoal do atleta (Personal best)    | Recorde da Oceania    | Recorde da Oceania (Oceania)          | DSQ / DQ                   | Desclassificado (Disqualified)            |   |                                      |
| Recorde da temporada  | Recorde da temporada do atleta (Season best) | Recorde sul-americano | Recorde sul-americano (South America) | NM                         | Sem marca (No mark)                       |   |                                      |